# 영어 마을

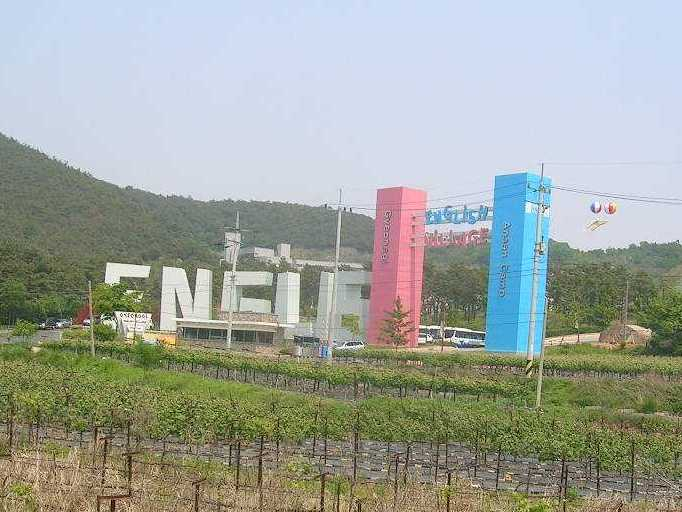

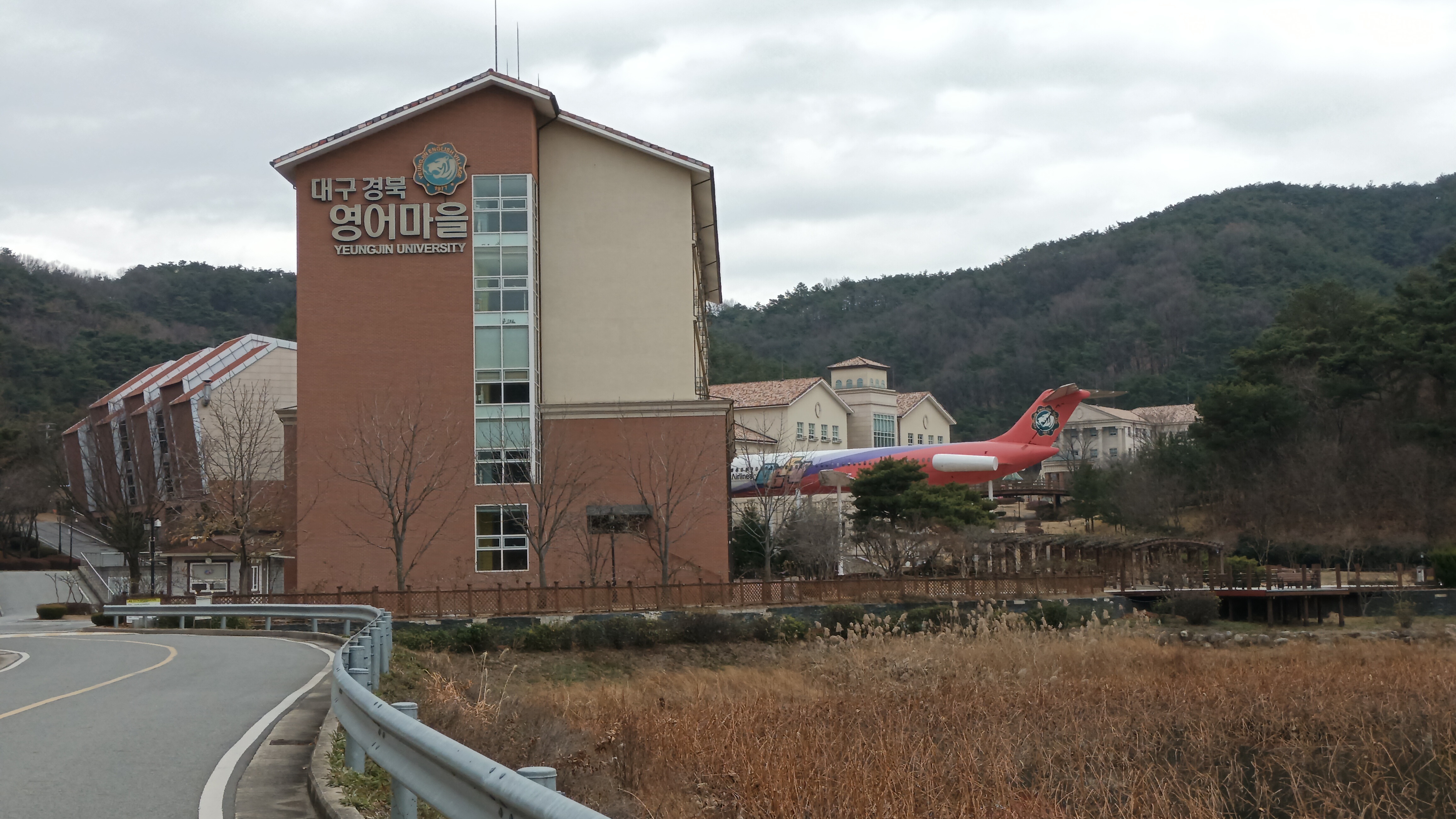
대구경북영어마을 입구

영어 마을(英語마을)은 학생들의 영어 교육을 위해 만든 작은 공원이다. 보통 지방자치단체의 후원으로 만든 것을 말한다.
지방자치단체의 중학교와 고등학교는 영어 마을과 교류를 맺어, 학교의 학생들을 며칠 동안 영어 마을에서 묵으며 영어 교육을 받게 한다.

## 체인지업캠퍼스
체인지업캠퍼스 중 처음으로 문을 연 안산캠프는 안산시 대부도(안산시 단원구 선감동 산120-1)의 천혜의 자연을 배경으로 세워졌으며 2004년 8월 23일 대한민국 최초의 상설 영어마을로 문을 열었다. 수용인원은 일 숙박기준으로  200명이다. 전국 영어마을의 효시인 경기영어마을 안산캠프는 경영상의 어려움으로 인해 개원 8년만인 2012년 12월 문을 닫았다.
체인지업캠퍼스에서 두 번째로 문을 연곳은 파주캠프이다. 파주 캠프는 경기도 파주시 탄현면, 법흥리 통일동산내에 위치해 있으며 2006년 4월 3일에 개원하였고, 1일 숙박기준 약 700명이 이용할 수 있는 대규모 영어마을이다. 파주캠프의 특징은 모든 시설을 영어권 국가에 있는 마을의 모습으로 신축하여 이국적 환경 속에서 문화적 체험을 통해 영어를 습득하도록 만들어졌으며 교육생과 교사 700명 이상이 상주하며, 교육(Education), 체험(Experience), 놀이(Entertainment)의 3E가 결합된 시설과 교육프로그램을 생활 속에서 자연스럽게 체험할 수 있도록 고안된 영어마을의 전형이다.
양평캠프는 경기영어마을 중에서 세 번째 영어마을로 2008년 3월 개원하였고 경기도 양평군 용문면 다문리 산 25번지 일원에 위치하고 용문산 국립관광단지를 비롯한 주변의 우수한 관광, 문화, 생태자원을 활용하여 자연 친화적 영어마을로 조성됐다.

## 같이 보기
- 대한민국의 교육